# Българско управление в Македония, Поморавието и Западна Тракия (1941 – 1944)
Българското управление във Вардарска и Егейска Македония, Поморавието и Западна Тракия (1941 – 1944) се отнася за управлението на новоприсъединените области към Царство България по време на участието на страната във Втората световна война на страната на Тристранния пакт. С едностранно анексираните територии, България придобива 39 756,6 km2 както следва: Западни покрайнини – 2968 km2, Македония – 23807 km2, Беломорска Тракия – 12363 km2, остров Тасос – 443 km2 и остров Самотраки – 184 km2 и общата площ на държавата става 150 668,1 km2.

## 1941 година

### Овладяване на Вардарска Македония
Между 6 – 17 април 1941 година Германската Империя и Кралство Италия нападат и окупират Кралство Югославия. Още на 8 април в Галички хан в Скопие бивши дейци на ВМРО обмислят обявяването на Независима Македония под немски протекторат. На 9 април от София в Скопие пристигат Стефан Стефанов и Васил Хаджикимов, които организират Българския централен акционен комитет на 13 април. Състав от 32-ма души избира за кмет на Скопие Спиро Китанчев, отстранява сръбския митрополит Йосиф на града, предаванията на Радио „Скопие“ започват да се водят на български език. На 19 април Пета българска армия влиза в областта спрямо решенията на Временните директиви за подялба на Югославия от 3 април. В областта е формирана Пета армейска област, в която влизат 15 и 17 пехотни дивизии и други военни части. Начело на армейската област е назначен генерал Никола Михов. Числеността на военните части на областта до 1943 е 22 000 войника и офицера, а след това достига до 32 000 души. Военните части се попълват най-вече от македонски българи от областта. На 1 октомври 1941 година в Скопие е създаден военнополеви съд, отделно там в Битоля, Прилеп, Струмица и Велес са създадени областни съдилища, а в останалите градове околийски съдилища.

### Овладяване на Поморавието
Българските войски навлизат в Югославия на 19 април, като анексират Западните покрайнини и Поморавието при западна граница със Сърбия по Санстефанския мирен договор. Освен в пряко присъединените към България райони на Пиротско и Вранско, германците, по-късно изискват България да дислоцира войски във вътрешността на Сърбия. Така на 7 януари 1942 г. българските войски навлизат дълбоко в Шумадия. Контролираното пространство включва следните територии западно от българската граница: северно от Голак планина, източно от река Ибър, вкл. гр. Кралево и Крагуевац, както и териториите южно от гр. Лапово. В юли 1943 окупационната зона е разширена значително до подстъпите на Белград.

### Овладяване на Беломорието
На 6 април Германия започва настъпление в Гърция, която е разбита и окупирана до 30 април. На 13 април Адолф Хитлер издава директива No. 27, която предвижда бъдещата окупация на Гърция. На 20 април 1941 година Втора българска армия влиза в Беломорието в Източна Егейска Македония и Западна Тракия. Тя заема почти цялата територия между реките Струма и Марица с изключение на тясна демилитаризирана зона по границата с Турция на запад от Марица. Зоната е под германски контрол, и цели тя да бъде предадена на Турция, в случай че последната се присъедини към Оста. На запад от Струма, включително в стратегически важния град Солун се установяват немски окупационни части. Немски войски влизат в град Лерин (Флорина), въпреки че Фашистка Италия и България си го оспорват. След излизането на Италия от войната на 7-а пехотна рилска дивизия е заповядано да заеме Солунската област, да организира отбраната на Беломорския бряг от фар Епаноми (на Халкидическия полуостров, на 25 km южно от Солун) до устието на р. Струма което става на 5 юли 1943 г., така българските части заемат и централните части на Егейска Македония със Солунско (без самия град и Халкидическия полуостров). Областни граждански управители на Беломорската област на Царство България са: Илия Кожухаров (от 12.V.1941 – 20. Х.1941), о.з. ген. м-р Христо Герджиков (20. Х.1941 – ок. 20.I.1942), д-р Стефан Клечков (ок.20.I.1942 – 18.IX.1944).

### Договори и спогодби
Между 21 – 22 април се състои конференция във Виена между Йоахим фон Рибентроп и граф Галеацо Чано, на която е определена демаркационната линия между България и италианския протекторат Албания. Италианската окупационна зона включва градовете Тетово, Гостивар, Струга, Дебър и Кичево, общо 4314 km2 с 232 000 души, а България – Охрид и Ресен. На 10 юли избухва спор между България и Италия за мината край Люботрън, като след намесата на Германия мината остава в България. На 12 август 1941 година демаркационната линия между България и Албания претърпява малка промяна, като България получава Пещани.
На 24 април 1941 година България и Германия тайно сключват спогодбата Клодиус-Попов, която дава неограничено право на Германия да експлоатира природните суровини в новозавладените земи, а България се наема да плаща разходите на германските военни съоръжения, да изплаща финансовите задължения на Югославия към Германия и да завежда администрацията в присъединените земи. Чрез спогодбата на България са наложени редица властови ограничения в присъединените земи.
Присъединяването към България на Вардарска Македония, Беломорието и Поморавието не е санкционирано от специален акт на българския парламент. На 14 май 1941 г. Народното събрание се събира на заседание, на което при демонстративното отсъствие на пълномощните министри фон Рихтхофен и граф Маджистрати, министър-председателят Филов произнася реч в която обявява за присъединени Новоосвободените земи. Тази анексия не е призната официално нито от Италия, нито от Германия. Въпреки това през войната България се опитва да представи това като свършен факт. Докато присъединяването на Добруджа става с международен договор, който влиза в сила, то териториалните промени през 1941 г. са оставени за окончателно решаване след войната.
Общо територията на България нараства с 39 756 km2, а населението с 1 875 904 души, като от Македония това са 23 807 km2 и 1 061 338 души.

### Административна уредба
България въвежда българско законодателство и утвърждава три административни центъра – Битоля, Скопие и Ксанти. Възстановяват се епархиите на Българската екзархия и българските училища. Правителството предприема действия за подпомагане на завръщането на бежанците от Македония и Тракия в родните им места. Във Вардарска Македония в района на Скопска област влизат 15 околии: Скопска, Беровска, Бояновска, Велешка, Вранска, Качанишка, Кочанска, Кривопаланска, Кумановска, Кратовска, Радовишка, Струмишка, Светиниколска, Сурдулишка и Щипска. От август 1941 г. са присъединени още 3 околии – Гевгелийска, Кавадарска и Неготинска. Населението на областта има следния етнически състав:
- Българи – 443 933
- Сърби – 152 521
- Албанци – 106 521
- Евреи – 3791
- Други – 25 206

В областта има 141 общини с 1458 населени места в това число градове, села и махали.
В Битолска област влизат следните околии: Битолска, Бродска, Охридска, Прилепска, Ресенска и Крушевска. Към 8 март 1942 година според доклад населението в областта има следния етнически състав:
- Българи – 80 %
- Турци, цигани, гърци, куцовласи, албанци и малко сърби – 20 %

В двете области е изградена и полицейска администрация три градски управление в Битоля, Скопие и Прилеп и 21 околийски управления. В областните градове Битоля и Скопие допълнително са създадени и областни полицейски коменданства. Общия числен състав на полицията е 4797 полицая. Към областните и околийските управления има придадени отдели на Държавна сигурност.

### Реорганизация на стопанския, културния и духовния живот
За въздигането на новоосвободените земи България увеличава бюджета си от 8,46 милиарда лева в 1940 г. на 14,39 милиарда в 1942 г. (1,7 пъти) и на колосалните 27,58 милиарда в 1943 г. (3,3 пъти) при относително еднакъв курс към долара през 1941 – 44 г. С тези десетки милиарди на българския народ се преобразяват изостаналите под чуждо управление области – построяват се нови училища, болници, гари, пристанища, железопътни линии, граждански и промишлени обекти, отводняват се блата, прокарват се пътища, изграждат канали за напояване на Сярското поле, корабостроителници в Кавала и на о. Тасос, благоустрояват се селищата, залесяват се голите баири оставени от чуждото управление. Само за 1941 година са залесени 500 декара при 650 декара за цялото сръбско управление между 1918 – 1941 година. За укрепване на пороищата в Битолско за 1942 година са предвидени 82 128 000 лева, предвидено е построяване на 84 km нови горски пътища и ремонт на 70 km съществуващи горски пътища.
Началото на реорганизацията на културния живот започва с празнуването на 24 май. На 23 май 1941 година в Скопие пристигат Добри Немиров, Елисавета Багряна и Стилиян Чилингиров и професор Никола Стоянов заедно с множество ученици, културни дейци и други. Там пристига и бившият деец на ВМРО, тогава председател на Илинденската организация Лазар Томов, който донася знамето на дружеството „Вардарски юнак“, закрито през 1918 година от сръбските власти. Денят на българската азбука и писменост се празнува в много градове на Вардарска Македония – Битоля, Велес, Прилеп, Охрид, Ресен и други. До края на 1941 година в Скопие са създадени 64 културнопросветни, спортни и други дружества, между които хор „Борис Дрангов“, спортните клубове „Вардар“ и „Македония“, дружество на запасните офицери и други. В Прилеп е създадено дружество на македоно-одринското опълчение, а в Битоля хор „Георги Сугарев“. От 1 септември в Скопие са открити Народна библиотека с 206 000 тома българска и чужда литература и народен музей. За директор на библиотеката е поставен Георги Шоптраянов. На 3 октомври 1941 година Скопския народен театър поставя първата си постановка, написана специално от писателя Кирил Христов. Създадени са и местни дружества на Бранник и на СБНЛ (виж: Легион „Борис Дрангов“), които организират учениците от Вардарска Македония и развиват антикомунистическа дейност. През лятото на 1941 г. в Битоля се създава читалище „Пейо Яворов“. Освен това читалище, подобни се създават в селата Дихово, Велушина, Бач, Старавина, Радобор, Новаци, Иваневци, Стругово, Буково, които се попълват с книги изпращани от Министерството на просветата, Дирекцията за национална пропаганда и различни културно-просветни дружества и организации. Читалищата в Битоля са контролирани от Околийски читалищен съюз под управлението на Н. Найденов. Отделно се създават туристическо дружество „Пелистер“, планинарско дружество „Пелагония“. Освен дружествата се открива и университет в Битоля в чийто управителен съвет влизат: областният директор Христо Гуцов, като председател и членове митрополит Филарет, кметът Илия Ненчев, областният директор за земеделие и животновъдство Иван Димитров, областният ветеринарен лекар д-р Татарчев, Христо Ризов, Христо Светиев, Александър Костов и Коста Църнушанов.
Още от самото начало в по-големите градове на Вардарска Македония започват да се създават клонове на БНБ, Българска земеделска и кооперативна банка, Македонска народна банка, Популярна банка, Банка български кредит и други. Българската земеделска и кооперативна банка до 30 ноември 1943 отпуска заеми в размер на 24 650 000 лв. Пак чрез банката до края на 1941 година са раздадени 365 плуга, 270 брани, 32 триори и други. Започват да се образуват земеделски задруги в Скопска област (Горни Полог, Глишик, Романовци, Доляни, Студена бара). В Битоля и Скопие са създадени Областни стопански камари и областни стопански дирекции, които да отговарят за събирането на реколтата. Пречистени и обезпаразитени са 10 млн. кг пшеница. В края на юни от България пристига Иван Странски, който провежда беседи с местни специалисти за подобряване на почвите и други. Във връзка с изселените сръбски колонисти, които наброяват 36 451 души е създадено Върховно аграрно наместничество. Освободените от тях земи са раздадени на безимотните и малоимотните селяни. Към края на 1941 година в Скопска област са раздадени 1 500 000 дка земи, а през 1942 още 280 500 дка на 12 020 семейства. Създадени са 72 кооперации (до началото на 1943) в Скопска област: 15 в Гевгелийска околия, 12 в Скопска околия, 7 в Струмишка околия, 6 в Беровска околия, 2 в Щипска, 2 в Охридска и по 1 в Радовишка, Ресенска, Светиниколска околии.
На 25 май 1941 година е създадено дружество на инженерите и архитектите начело с Димитър Чкатров. Започва да се изгражда жп линията Гюешево-Куманово с дължина 105 km. Започва прокопаването на тунел Гюешево-Крива Паланка, който остава недовършен със 100 м. Трудовите части на българската армия, в които участват и български младежи от Македония построяват 262 km теснолинейна жп линия Горна Джумая-Кочани, Кочани-Щръбце. В строежа участват 12 000 работници. Отделно са прокопани 259 km напоителни канали и са залесени 13 692 дка гори в Скопско, Велешко и Дебърско. Прокарана е телефонна линия София-Скопие-Битоля. Започват да пътуват редовни автобуси по направленията Скопие-Кюстендил-София, Сурдулица-Валандово – гара Удово, Дойран-Валандово, Щип-Радовиш-Струмица, Струмица-Петрич. От държавните финански са отделени 20 400 000 лв. за строителство на пътища. Отделно от това са запланувани 6 шосета свързващи областта с България, за които се изразходват 77 млн. лева.
Създадено е Главно комисарство за Македония, което разпределя хранителни запаси за населението. Към 31 май 1941 комисарството внася в Скопие 145 000 кг захар, 13 000 литра олио и десетки тонове брашно, жито и други. В края на годината и Битолското областно комисарство раздава значителни количества брашно, захар, олио, месо, цървули, дърва за огрев. В края на 1941 година в Битолско са изпратени 11 500 000 тона храни, а в Скопско 2 000 000 тона за прехрана на населението. Прочистени са 10 100 тона пшенично семе, а 40 000 овощни дръвчета са подготвени за засаждане. Наред с тези мероприятия са открити и обществени кухни в Скопие, Велес, Битоля (2 кухни за 400 бедни семейства) и Щип. В битолска област има 90 ученически трапезарии, в които се хранят общо 60 000 ученици. Открити са дневни детски градини в Битоля, Прилеп, Охрид и Ресен. В Скопие са открити детски сиропиталища, два старчески дома, два детски дома.
Обърнато е внимание и на лекарската помощ. На 18 юни 1941 е създаден Български лекарски съюз за Вардарска Македония. В периода май-декември са създадени в Скопска област 37 държавни амбулатории. Открити са болници в Скопие с 400 легла, Щип със 100 легла, Куманово с 80, Враня с 90 легла и други. Учреден е воден синдикат в Кочани и се преминава към отводняването на Скопското и Струмишкото полета, започва и опит за ограничаване на маларията.
На 2 февруари 1943 година е приет „Закон за отпускане на народни пенсии на особено заслужилите в освободителните борби дейци“, чрез който се отпускат пенсии на доказани революционери от Македония, Тракия, Добруджа, Поморавието и Пиротско. През четирите години на Българско управление в Македония постоянно се провеждат тържества и помени за събития и личности, с особено значение за българската история. През 1943 година по време на честванията на 40-годишнината от Илинденското въстание Антон Кецкаров, Кирил Пърличев и Асен Каваев създават фонд Охридска общогражданска фондация „Св. Климент“, чиято цел е построяването на Македонски културен дом в Охрид (по подобие на домовете в София и Варна). За целта Българското правителство отпуска 10 млн. лева. На 4 май 1943 година в село Баница се провежда панихида по повод 40 години от смъртта на Гоце Делчев, на която присъстват редица български общественици от Стара България и от Македония. Издигната е паметна плоча на лобното му място и е основан дарителски фонд с първоначален капитал 100 000 лева, чрез който да бъде построен паметник на Гоце Делчев на това място. За построяването на паметник на Рашанец, Охридско, където през Илинденското въстание става голямо сражение, започва набирането на сума в размер 100 000 лева.

### Комунистическа съпротива
Покрайненският комитет на ЮКП под началството на Методи Шатаров не признава българските войски за окупационни, отказва да води въоръжена борба с тях и прави опити за присъединяване към БКП. След нападението на СССР от страна на Нацистка Германия комунистите в България се активизират. В периода 1941 – 1944 година се формира партизанско комунистическо движение в границите на Вардарска Македония, доминирано от Югославската комунистическа партия, и довело до възстановяването на Югославия след края на войната. Главна роля във въоръжената съпротива през втория период на кампанията играе т.нар. Народноосвободителна войска на Македония. Тя е ръководена от Главния щаб на Народоосвободителната армия и партизанските отряди на Македония (Главен щаб на НОВ и ПОМ). Партизанските отряди във Вардарска Македония прерастват в НОВМ с течението на войната.
От страна на българската администрация се създават контрачети, чиято цел е да преследва партизанските отряди и техните помагачи. Предложението за това е на Стефан Симеонов, областния полицейски началник на Скопска област. Той прочита в югославска брошура как са се борили сърбите срещу българските бандити (ВМРО) до 1941 г. в Югославия, а именно с контрачети, начело на които са били Михаил Каламатиев, Мино Станков и други. Областният управител на Скопие Димитър Раев изпраща запитване до министъра на Вътрешните работи Петър Габровски, който дава съгласието си за формиране на контрачети, главно от привърженици на ВМРО на Иван Михайлов.
След окупирането на Гърция ГКП създава организацията Народоосвободителен фронт (ЕАМ) и Гръцка народна освободителна армия (ЕЛАС) към нея, които изиграват голяма роля в освобождението на страната. На 16 октомври гръцкият колаборационистки премиер ген. Георгиос Цолакоглу изпраща меморандум до ръководството на Третия райх срещу развиващата се „българска пропаганда“ в Егейска Македония. В края на септември 1941 година избухва Драмското въстание, което е набързо потушено от българските войски.

## 1942 – 1943

### Самоотбрана на българите в Егейска Македония
Още през 1941 година българският офицер Андон Калчев поема инициативата за формиране на български организации в населяваните от българи територии на Егейска Македония, останали незаети от българската войска. В Лерин е създадена паравоенната организация „Охрана“, в Солун български клуб от офицери, които лобират в защита на местното население срещу гръцките комунистически и прогермански формирования, като ЕЛАС, Батальоните за сигурност, Батальоните „Танатос“ и други. В началото на 1943 година в Костур Андон Калчев създава „Български комитет Свобода или смърт“ с помощта на висши италиански офицери. В Костурско, Воденско и други са формирани контрачети на комитета, въоръжени с италианско снаряжение. След капитулацията на Италия германски части заемат Костурско и Леринско и също подпомагат комитета.
В 1943 година българските военни части са приканени от немското командване да заемат Солунската област, но не са допуснати в самия град Солун.

### Депортация на евреите от Македония, Тракия и Пиротско
Решението за унищожаване на всички евреи на територията на Германия, на окупираните от нея територии и на териториите на съюзниците ѝ е взето от правителството в берлинското предградие Ванзе през 1942 г. Тогава започва масовото им депортиране към германските концлагери в окупирана Източна Европа. Опасността за българските евреи надвисва в края на 1942 година, когато Германия започва да оказва натиск върху българското правителство за „окончателно решение на еврейския въпрос“ в рамките на Европа. На 12 февруари 1943 година Министерският съвет одобрява спогодба за изселването на 20 хиляди български евреи в Германия. Правителството дава съгласието си само за евреи от „новите“ земи, мотивирайки се, че те не са български граждани. През март 1943 година са депортирани 11 480 евреи от Тракия, Македония и Пиротско. Това става с пряка заповед на Хайнрих Химлер и под натиска на немския посланик Адолф Бекерле. Между 22 март – 1 април македонските евреи са концентрирани в сградата на Тютюневия монопол в Скопие. Германският консул в Скопие Вите свидетелства, че населението на града приветства депортацията на македонските евреи. Българските власти освобождават няколко десетки евреи от италиански произход, лекари и други Отделни случаи на спасени евреи от Македония са тези на Рафаел Камхи и Илеш Шпиц. Близо 50 хиляди евреи са депортирани от окупирания от германските части в Солун, с помощта на гръцките колаборационисти. Останалите евреи са депортирани от българската администрация и са предадени на германците, които ги изпращат в концентрационния лагер „Треблинка“, вследствие на което еврейската общност от Новите земи е почти напълно унищожена. Понеже те са около дванадесет хиляди граждани, необходимата бройка до двадесет хиляди е предвидено да бъде попълнена от старите предели на страната. Депортацията обаче поставя началото на масови протести в България, водени от православната църква и подкрепени, както от политици така и от много граждани. В резултат на това правителството отлага депортацията на евреите от Стара България и 48 хиляди души са спасени.

## Събития през есента на 1944 година

### Изтегляне на българската администрация и армия от района
На 26 август 1944, под заплахата от настъпващата в Румъния Червена армия правителството на Иван Багрянов обявява неутралитет на България във войната между Германия и Съветския съюз. То се разпорежда германските войски да напуснат страната, а отказващите да бъдат разоръжени. За няколкото дни то прекъсва дипломатическите отношения с Германия, иска официално примирие от САЩ и Великобритания и започва да подготвя изтеглянето на българските войски от териториите, анексирани от Югославия и Гърция. При тези обстоятелства водачът на „Ратник“ проф. Асен Кантарджиев се опитва по телефона да убеди командващия Пета армия ген. Кочо Стоянов да предприеме марш към София и установи военно управление в страната, като свали правителството и направи Александър Цанков премиер. На 30 август Стоянов, който се колебае, напуска Скопие на път за София, за да проучи ситуацията. Междувременно на 4 септември германски войски пленяват щаба на българския окупационен корпус в Нишка Баня и щабовете на трите български дивизии, разположени там. Независимо от тези обстоятелства, на 5 септември Съветския съюз обявява война на Царство България. През този период след консултации в София Иван Михайлов пристига в Скопие с намерение да провъзгласи създаването на Независима република Македония, но разбирайки, че съдбата ѝ отново е предрешена, той се отказва.
На 6 септември българското правителство взима решение да обяви война на Германия, считано от 8 септември. Целта е в този срок да се прегрупират българските войски в Македония и Източна Сърбия, за да не позволят на германците да атакуват София, с цел да подпомогнат подготвяния преврат. Все пак заговорът се проваля и генерал-майор Стоянов е арестуван на 6 септември в София. Същия ден в щаба на Пета българска армия е получена заповед всички окупационни части да се съберат до 9 септември в Прилеп и след това заедно да се изнесат към старите граници. По този начин Пета армия фактически трябва да не позволи на германците да настъпят към старите предели на България. Междувременно новият командващ на мястото на Стоянов – генерал Александър Попдимитров сключва на 7 септември 1944 г. с германския щаб в Скопие споразумение за „символична“ война на двете държави в Македония. Това негово действие изиграва двояка роля. Българските части са объркани и деморализирани и започват отстъплението си дезорганизирано и хаотично. Изтеглящите се от Гърция германски войски се изправят срещу разпокъсаните български части и ги вземат масово в плен. Понеже над половината от войниците са местни кадри, те просто дезертират като по-късно предават оръжието си на партизаните или се присъединяват към тях. Извършени са арести и убийства на командирите в някои поделения.
Сраженията между българската армия и частите на Вермахта в Македония започват веднага след преврата на 9 септември 1944 г. За нов командир на Пета армия е назначен генерал Владимир Кецкаров. На Кецкаров е наредено от министъра на отбраната Дамян Велчев да влезе във връзка с Главния щаб на партизанското движение, за да се договорят за общи действия срещу германците. Такава връзка е установена в Пехчево, но поради поведението на партизанските представители не се стига до положителни резултати. Така българската армия продължава изтеглянето си. Само 17-а пехотна дивизия, която е най-близо до старата граница, успява да се изтегли изцяло, а единствено 15-а дивизия оказва съпротива и води боеве при Битоля и Прилеп с подкрепата на българската авиация до 21 септември, след което се изтегля на малки групи към България. Югославските партизани, независимо че новата власт в София е обявило скъсването с хитлеристката коалиция, имат указание да се отнасят към българите като към вражеска сила, което и правят. Все пак в първите няколко дни след 9 септември 1944 г., български войски успяват да отблъскнат настъпващите по направленията Кула-Видин и Кюстендил-София германски войски.
Междувременно България се изтегля от централните части на Егейска Македония в края на август, но 7-а пехотна дивизия прегражда направлението по долината на р. Струма, водещо към източните ѝ части. Там в средата на септември тя успешно отразява няколко ограничени нападения на германски войски. Така България се надява да запази тази част от Новоосвободените земи, включваща Беломорието. Съветският съюз първоначално също смята, че е възможно да включи поне Западна Тракия в следвоенните граници на страната и по този начин да си осигури стратегически излаз на Егейско море. Но Великобритания, чиито войски по същото време навлизат в Гърция, заявява, че предварително условие за подписване на примирие с България е изтеглянето на българските войски в старите граници на страната. Така в края на септември започва предаването на административната власт в Беломорска област на местни гръцки партизански управи. В началото на октомври в района пристига Сава Гановски с цел организиране на окончателното сдаване на властта, а на 10 октомври армията набързо започва да се евакуира, изоставяйки имущество на стойност около 26 милиарда лева. С войската потеглят на север хиляди българи, принудени от поредния български неуспех да станат бежанци. Изтеглянето приключва до 26 октомври, на която дата делегация, водена от Добри Терпешев, окончателно предава властта на ЕЛАС.

### Преминаване на страната на Съюзниците
На практика военните действия срещу германците започват след идването на власт на правителството на Отечествения фронт. То е ръководено от Кимон Георгиев („Звено“) и незабавно подписва примирие със Съветския съюз, като се включва във войната срещу Германия. Създадената през есента на 1944 г. обстановка на Балканите е благоприятна за реализирането на външнополитическата програма на югославските политици да възстановят довоенните граници на Югославия. Като бивш съюзник на Третия райх българската държава попада в тежка международна изолация. За изход от създалата се ситуация тя не може да разчита на подкрепата на Румъния, чието положение е сходно с това на България. Отношението на Турция е открито неприязнено, а колкото до Гърция – страната е на прага на гражданска война. При това положение най-стабилен партньор на правителството на ОФ на Балканите е т.нар. Национален комитет за освобождение на Югославия (НКОЮ). В резултат на 5 октомври 1944 г. в Крайова се сключва спогодба за военно сътрудничество между България и представители на съпротивата от окупирана Югославия. Постигнато е съгласие до края на войната да не се повдига въпросът за Западните покрайнини, както и този за Пиринския край. На 28 октомври е подписано т.нар. Московско примирие със СССР, САЩ и Великобритания в Москва, с което България минава на страната на Съюзниците.

### Повторно навлизане на българската армия в района
На 18 септември 1944 година българската армия преминава в оперативно подчинение на командващия III Украински фронт маршал Фьодор Толбухин. Мобилизирането на българската армия (преименувана на Българска народна армия) започва на 18 септември и приключва в края на същия месец. Пред българската армия, като част от силите на съветския III Украински фронт, се поставя задачата да осигури левия фланг на Червената армия, да разгроми противниковите сили в Сърбия и Вардарска Македония и да прекъсне пътя за отстъпление на Група „Е“ от германските армии от Гърция по долините на реките Морава, Вардар и Ибър. Военната група възлиза на 10 дивизии, 8 бригади и други войскови сили. От 8 до 14 октомври 1944 г. българските войски провеждат настъпателната Нишка операция – разгромена е елитната VII СС дивизия и е овладян Ниш. От 8 октомври до 19 ноември се провежда Страцинско-Кумановската операция – овладени са Страцин, Куманово, Скопие. По същото време се води и Брегалнишко–Струмишката операция, в резултат на която частите на Вермахта са изтласкани от Царево село, Кочани, Щип, Струмица, Велес и други селища. От 21 октомври до 30 ноември се провежда Косовската операция, при която са овладени градовете Подуево, Прищина, Косовска Митровица, Рашка и Нови пазар. Навсякъде Югославските партизани имат указание да се отнасят към българите като към окупационни части, което те демонстративно изпълняват. Така под политическия натиск на югославските партизани след освобождението на Вардарска Македония и Поморавието Втора и Четвърта армия са принудени да се оттеглят обратно в старите предели на България, а само Първа българска армия е оставена на разположение на Трети украински фронт.
С това са изпълнени разпоредбите на примирието, с което България се е задължила да предостави своите въоръжени сили под ръководството на Съветското главно командване, а българската армия, гражданската администрация и всички български граждани да се изтеглят от Вардарска Македония, Поморавието и Беломорието. Примирието поставя България в положение на окупирана държава под управление на Съюзническа контролна комисия.